# Eddie Eagan

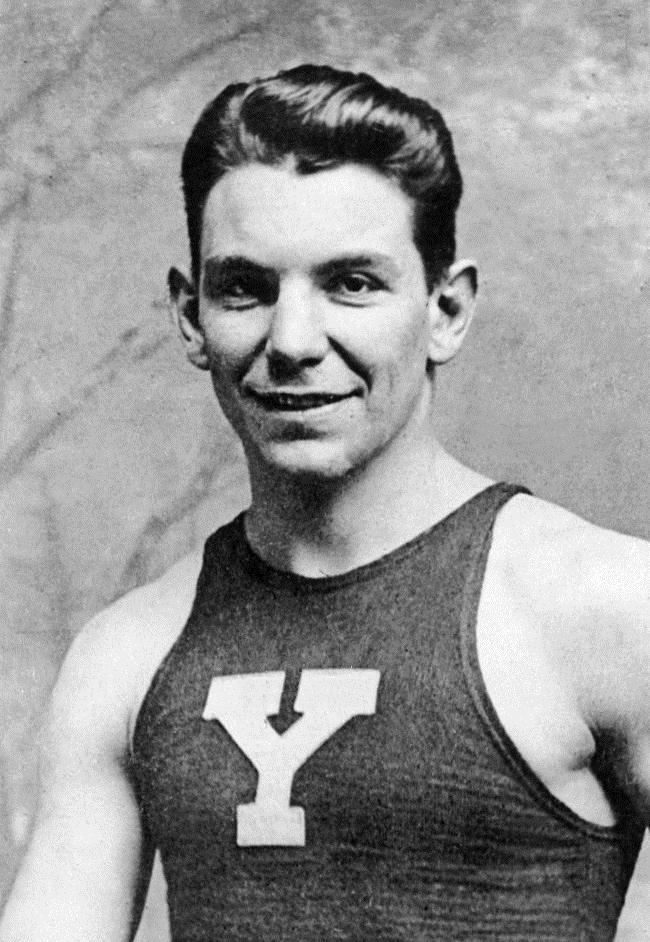
Eddie Eagan in de jaren 1920

Edward Patrick Francis "Eddie" Eagan (Denver, 26 april 1898 - Rye (New York), 14 juni 1967) was een Amerikaanse sporter. 
Eagan werd geboren in een arme familie in Denver. Hij studeerde rechten aan de Yale-universiteit en later aan de Universiteit van Oxford. In 1920 bokste Eagan op de Olympische Zomerspelen in Antwerpen, de eerste Spelen na de Eerste Wereldoorlog. Hij werd olympisch kampioen in de licht-zwaargewichtklasse. Hij was ook deelnemer aan de bokswedstrijden tijdens de Zomerspelen van 1924 in Parijs, maar wist daar geen medaille te winnen.
Eagan nam in 1932 voor de derde keer deel aan een olympisch evenement. Als lid van het viermansbobslee team, met Billy Fiske als piloot, werd hij olympisch kampioen op de Winterspelen in Lake Placid.
Door deze unieke prestatie werd Eagan de eerste atleet die olympisch kampioen werd op beide edities van de Olympische Spelen.
Eagan werd later advocaat van beroep en was een kolonel in het Amerikaanse leger tijdens de Tweede Wereldoorlog. Hij overleed op 69-jarige leeftijd in Rye in de staat New York.
1920: Eddie Eagan ·
1924: Harry Mitchell ·
1928: Victorio Avendaño ·
1932: David Daniel Carstens ·
1936: Roger Michelot ·
1948: George Hunter ·
1952: Norvel Lee ·
1956: James Boyd ·
1960: Cassius Clay ·
1964: Cosimo Pinto ·
1968: Danas Pozniakas ·
1972: Mate Parlov ·
1976: Leon Spinks ·
1980: Slobodan Kačar ·
1984: Anton Josipović ·
1988: Andrew Maynard ·
1992: Torsten May ·
1996: Vasili Zjirov ·
2000: Aleksandr Lebzjak ·
2004: Andre Ward ·
2008: Zhang Xiaoping ·
2012: Jegor Mechontsjev ·
2016: Julio César La Cruz ·
2020: Arlen López
1924: Scherrer / Neveu / A.Schläppi / H.Schläppi ·
1928: Fiske / Tucker / Mason / Gray / Parke ·
1932: Fiske / Eagan / Gray / O'Brien ·
1936: Musy / Gartmann / Bouvier / Beerli ·
1948: Tyler / Martin / Rimkus / D'Amico ·
1952: Ostler / Kuhn / Nieberl / Kemser ·
1956: Kapus / Diener / Alt / Angst ·
1964: V.Emery / Kirby / Anakin / J.Emery ·
1968: Monti / De Paolis / Zandonella / Armano ·
1972: Wicki / Leutenegger / Camichel / Hubacher ·
1976: Nehmer / Babock / Germeshausen / Lehmann ·
1980: Nehmer / Musiol / Germeshausen / Gerhardt ·
1984: Hoppe / Wetzig / Schauerhammer / Kirchner ·
1988: Fasser / Meier / Fässler / Stocker ·
1992: Appelt / Schroll / Winkler / Haidacher ·
1994: Czudaj / Brannasch / Hampel / Szelig ·
1998: Langen / Zimmermann / Jakobs / Hampel ·
2002: Lange / Kühn / Kuske / Embach ·
2006: Lange / Hoppe / Kuske / Putze ·
2010: Holcomb / Mesler / Tomasevicz / Olsen ·
2014: Melbārdis / Dreiškens / Vilkaste / Strenga  ·
2018: Friedrich / Bauer / Grothkopp / Margis   ·
2022: Friedrich / Margis / Bauer / Schüller
- Gemeinsame Normdatei: 1208786105
- International Standard Name Identifier: 0000 0001 1492 6144
- Library of Congress Control Number: n84088217
- Nationale Bibliotheek van Tsjechië: xx0060471
- Nationale Bibliotheek van Polen: a0000001195136
- Nederlandse Thesaurus van Auteursnamen: 329595164
- Virtual International Authority File: 62945946
- WorldCat: E39PBJtGWJycJG4VwCYmTJYkjC